# RCR建筑
RCR建筑（西班牙語：RCR Arquitectes）是西班牙建筑事务所，于1988年由拉蒙·维拉塔、拉斐尔·阿兰达和卡梅·皮格姆在西班牙奥洛特创办，2017年荣获普利兹克建筑奖。

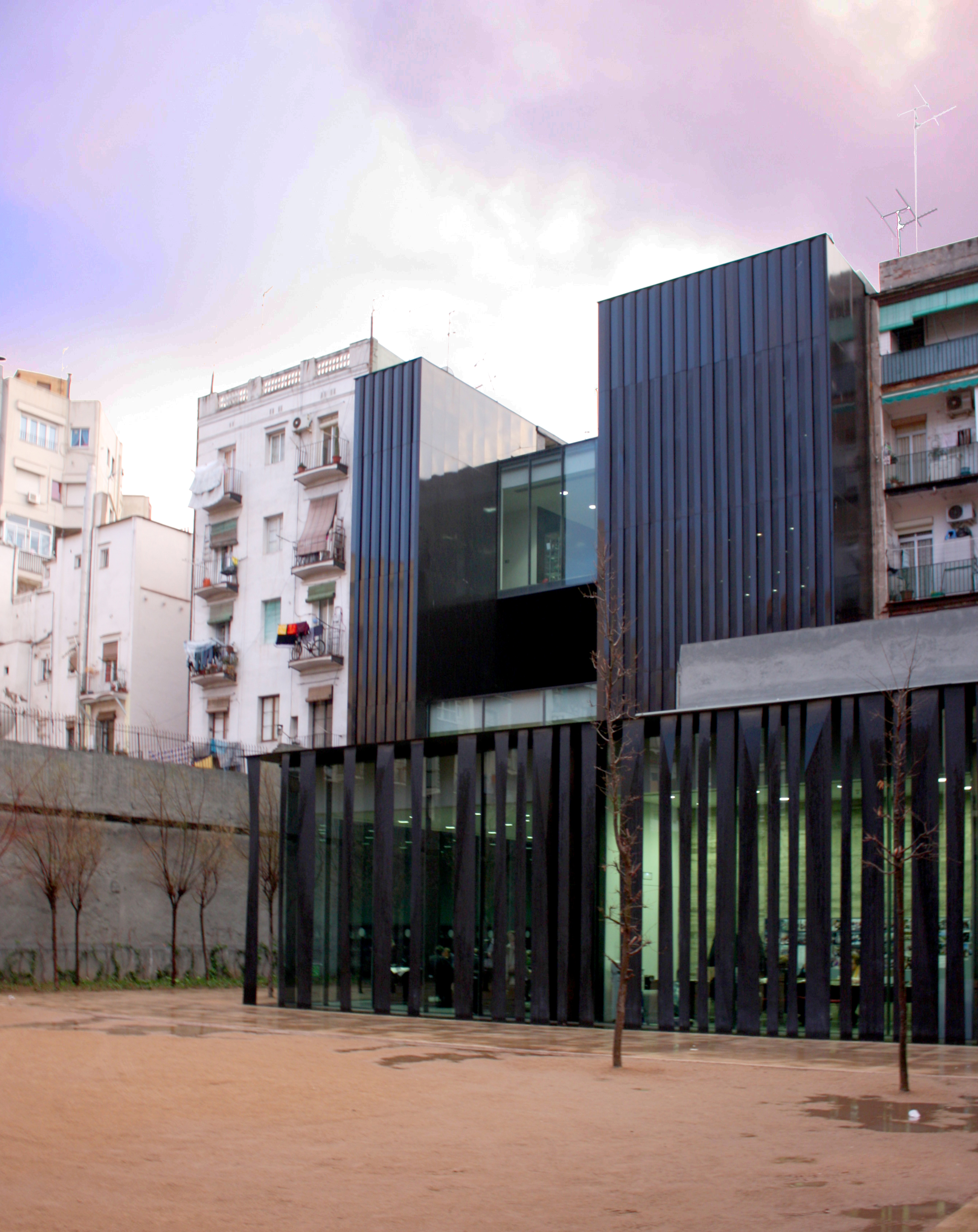
RCR建筑设计的巴塞罗那公共图书馆。